# Thiophène-2-carboxylate de cuivre(I)
Le thiophène-2-carboxylate de cuivre(I), souvent abrégé en CuTC, est un réactif utilisé en chimie organique pour favoriser la réaction d'Ullmann entre halogénures d'aryle, comme dans la synthèse du sumanène.